# Gacrux
Gacrux (γ Cru / γ Crucis / Gamma Crucis) è la terza stella più luminosa della costellazione della Croce del Sud ed è una delle stelle più luminose del cielo. La sua magnitudine apparente è +1,63 e dista 88,6 anni luce dal sistema solare

## Osservazione

Posizione di Gacrux (γ) nella costellazione della Croce del Sud (Crux)

Gacrux è una stella dell'emisfero australe, la sua declinazione pari a -57° 06' la rende visibile solo più a sud della latitudine 33°N, dunque non è visibile dall'Europa, dalla Russia, dal Canada e da buona parte degli Stati Uniti e della Cina, mentre diventa circumpolare già a sud della latitudine 33°S. La si identifica prolungando la linea che va da Alfa Centauri a Hadar, pochi gradi a ovest di quest'ultima. È la stella più settentrionale delle quattro stelle principali che formano il noto asterismo della Croce del Sud. Avendo una magnitudine pari a 1,63 è facilmente distinguibile anche da aree moderatamente affette da inquinamento luminoso.
Il periodo migliore della sua osservazione ricade nei mesi che vanno da gennaio a giugno; nell'emisfero australe la sua presenza poco dopo il tramonto indica l'inizio della stagione autunnale, mentre nelle sere invernali la stella scompare sotto l'orizzonte sud poche ore dopo il tramonto.

## Caratteristiche fisiche
Gacrux è una gigante rossa di tipo spettrale M3.5III, il cui colore contrasta con quello bianco-azzurro delle altre tre stelle principali che formano la Croce del Sud. La massa della stella non è completamente certa; se Kaylene Murduch e soci nel 1992 la stimano poco più massiccia del Sole (1,3 M⊙), altri studi, come quelli del professor Jim Kaler, la stimano essere di massa tripla rispetto a quella solare, tuttavia anche K. Ohnaka nel 2015 stima la massa non molto superiore a quella solare, del 50% circa, dopo osservazioni effettuate con lo spettrometro VISIR montato sul Very Large Telescope dell'Osservatorio del Paranal. Ha una luminosità, tenendo conto della radiazione infrarossa che emette una stella così fredda (3400 K), di 1500 volte quella solare, con un raggio 113 volte superiore; se Gacrux fosse al posto del Sole, la sua superficie arriverebbe a meno della metà della distanza Terra-Sole.

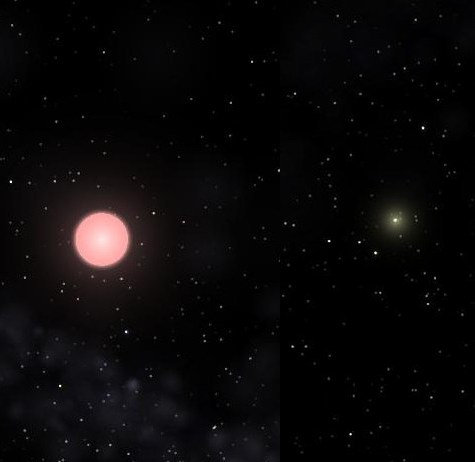
Gacrux A comparata col Sole, sulla destra, vista dalla distanza di 25 U.A. con il programma Celestia.

Nata come una stella di classe B, Gacrux si è evoluta uscendo dalla sequenza principale per trasformarsi in una gigante rossa, passando alla fase della combustione dell'elio. In un futuro relativamente vicino terminerà la sua esistenza di stella normale trasformandosi in una piccola e densa nana bianca.
È inoltre una variabile semiregolare con un periodo di circa 90 giorni, anche se sono stati osservati periodi più o meno lunghi e non chiaramente definiti.
Gacrux è anche una binaria ottica; la compagna è di magnitudine apparente +6.4, di tipo spettrale A3, è in un angolo di 25 " con un angolo di posizione di 128 gradi dalla stella principale e può essere osservata con il binocolo. Tuttavia questa stella non ha legami gravitazionali con la principale, in quanto si trova ad una distanza notevolmente superiore, a circa 400 anni luce dalla Terra. Un ipotetico osservatore situato dalle parti di questa stella di classe A, guardando in direzione di Gacrux e del Sole, vedrebbe a sua volta come una doppia ottica la coppia di stelle apparentemente vicine formata dal Sole e da Gacrux stessa.

## Possibile compagna invisibile
Per via della presenza di bario nell'atmosfera, Gacrux è annoverata tra le stelle al bario. In questo tipo di stelle la contaminazione da bario spesso è causata dai venti stellari di una compagna in avanzato stadio evolutivo, che in precedenza più luminosa e grande della principale, ha avuto un'evoluzione più rapida e si è poi trasformata in una piccola e densa nana bianca. Così si sospetta sia la compagna fisica di Gacrux A, una piccola e calda nana bianca con la massa da 0,6 a 1,4 volte quella del Sole ma con un raggio di meno dell'1%.

## Etimologia e cultura
Nonostante a causa della precessione degli equinozi Gacrux fosse visibile nel sud dell'Europa, la stella è priva di un nome proprio derivato da antiche figure mitologiche. Il nome Gacrux, probabilmente coniato dall'astronomo statunitense Elijah H. Burritt, deriva dalle parole Gamma (lettera greca della stella nella nomenclatura di Bayer) e Crux, il nome della costellazione.
Del passato si hanno notizie che Tolomeo l'aveva inclusa nella costellazione del Centauro.
In cinese 十字架 (Shí Zì Jià), significa la Croce, riferendosi all'asterismo che forma con α Crucis, β Crucis e δ Crucis, di conseguenza Gacrux è conosciuta come 十字架一 (Shí Zì Jià yī), che in italiano significa "la prima stella della Croce".
Per i popoli del centro dell'Australia degli Aranda e dei Luritja era conosciuta come Iritjinga (falco), una figura quadrangolare che comprende anche δ Crucis, γ Centauri e δ Centauri.
Gacrux è rappresentata nella bandiera australiana, in quella della Nuova Zelanda e della Papua Nuova Guinea, dove rappresenta una delle cinque stelle della Croce del Sud. È presente anche nella bandiera del Brasile, nella quale rappresenta lo stato di Bahia..